# Earth Observing System
Pour les articles homonymes, voir EOS.
Earth Observing System (EOS) est un programme de la NASA qui regroupe un ensemble de satellites chargés de collecter des données sur de longues périodes sur la surface de la Terre, la biosphère, l'atmosphère terrestre et les océans de la Terre. Ces satellites de télédétection spécialisés sont en orbite terrestre basse ou héliosynchrone. Le premier satellite de ce programme est lancé en 1997. Certains des satellites faisant partie du programme sont développés par d'autres agences spatiales éventuellement en coopération avec la NASA.

## Historique
À compter du début des années 1960, la NASA joue un rôle pionnier dans le domaine de l'étude de l'atmosphère en utilisant pour la première fois un engin spatial, le satellite TIROS-1 (Television Infrared Observation Satellite). En combinant le recours à des satellites et des ordinateurs, il devient possible d'étudier la Terre comme un système global. Les chercheurs disposent à partir de cette époque de données permettant de mieux comprendre et prédire à court terme les phénomènes météorologiques. Mais les prédictions sur l'évolution à plus long terme du temps et du climat sont beaucoup difficiles à réaliser car elles nécessitent notamment des mesures très précises sur de longues périodes. Les changements climatiques se déroulent à de grandes échelles spatiales et temporelles ce qui rend difficile leur mesure et leur compréhension. Les scientifiques doivent disposer des séries de mesures sur de longues périodes pour comprendre les interactions entre les systèmes biologiques et physiques de la Terre.

### Changement climatique
Le réchauffement climatique, l'élévation du niveau des mers, la désertification, la destruction de la couche d'ozone, les pluies acides, la diminution de la biodiversité sont autant d'exemples de changements environnementaux qui touchent de manière croissante la planète. Le bien-être de l'humanité repose de plus en plus sur notre capacité à comprendre les facteurs à l'origine de ces phénomènes de manière à pouvoir prédire leurs impacts futurs et prendre les mesures appropriées permettant de prévenir une aggravation de la situation. C'est ainsi que les recherches scientifiques sur l'ozone stratosphériques dans les années 1970 débouchent en 1987 sur le protocole de Montréal imposant la suppression de l'utilisation des chlorofluorocarbure (CFC) dans le but d'arrêter la destruction de la couche d'ozone. 

### Création du programme EOS
Ce constat est à l'origine d'une initiative du président des Etats-Unis approuvée par le Congrès américain qui débouche sur la création en 1990 par la NASA du programme Earth Science Enterprise (ESE) destiné à mieux comprendre les changements environnementaux en réalisant des mesures à l'aide d'instruments installés à bord d'engins spatiaux, installés au sol et aéroportés. ESE constitue la contribution de la NASA à un programme américain plus global le U.S. Global Change Research Program (USGCRP). Le programme Earth Observing System (EOS) constitue le cœur de l'ESE. 

### Objectifs du programme
Les objectifs sont de déterminer l'étendue, l'origine et les conséquences régionales des changements climatiques globaux. les objectifs suivants ont été déterminés initialement par des groupes de travail mis en place dans le cadre du programme en se coordonnant avec la communauté scientifique nationale et internationale : 
- Étude du  cycle de l'eau et de l'énergie : formation des nuages, dissipation, et propriétés radiatives influençant la réponse de l'atmosphère à l'effet de serre, hydrologie à grande échelle, évaporation.
- Étude des océans : échanges en énergie, eau et composants chimiques entre les océans et l'atmosphère et entre les couches superficielles de l'océan et les couches profondes en incluant la glace de mer et la formation des eaux en profondeur.
- Étude de la chimie de la troposphère et de la basse stratosphère : lien avec le cycle de l'eau et les écosystèmes, transformation des gaz à effet de serre dans l'atmosphère et interactions incluant les changements climatiques.
- Étude de l'hydrologie au sol et les processus des écosystèmes : amélioration de l'estimation des eaux de ruissellement et de l'apport aux océans. Sources et stockage des gaz à effet de serre. Échange de l'humidité et de l'énergie entre le sol et l'atmosphère. Évolution de la couverture végétale.
- Étude de les glaciers et calottes polaires : prévisions concernant le niveau des mers et la balance globale des eaux.
- Étude de la chimie des couches moyenne et haute de la stratosphère : réactions chimiques, relations entre le Soleil et l'atmosphère, sources et systèmes de stockage des principaux gaz jouant un rôle important sur le plan radiatif.
- Étude de la terre solide : les volcans et leur rôle dans les changements climatiques.

### Développement
Le programme EOS comprend un volet scientifique, un programme de gestion des données collectées et un segment spatial comprenant plusieurs satellites circulant sur une orbite polaire. En 1988, la NASA lance un appel à contributions pour la sélection de 30 instruments embarqués et des équipes scientifiques. À la suite de contraintes budgétaires imposées par le Congrès, le programme est restructuré en 1991-1992 et le budget est divisé par deux ce qui entraîne l'élimination de l'instrument HIRIS et la réduction du nombre total d'instrument à 17. De plus les satellites voient leur taille revue à la baisse. Le programme subit une nouvelle baisse de budget (9%) en 1994 qui entraîne l'élimination de la mission embarquant un radar et un altimètre laser (deux missions distinctes embarqueront ces instruments par la suite). Ces réductions budgétaires entraînent également un abaissement de la fréquence des lancements de 5 à 6 ans tandis que certains instruments sont embarqués sur des missions des partenaires de la NASA (NASDA, RKA, CNES, ESA). Certains des instruments sont finalement développés par des partenaires internationaux (instruments ASTER, MOPITT, HSB, OMI) ou dans le cadre d'un partenariat avec le Royaume-Uni (HIRDLS). Il est prévu de développer trois séries de missions : satellites du matin (franchissant la ligne des nœuds le matin), satellites de l'après-midi et satellites destinés à l'étude de la chimie de l'atmosphère. En 1999, cette planification est affinée et la construction des satellites suivants est lancée : Landsat 7, QuikSCAT, Terra, ACRIMSAT, Aqua, Aura et ICESat.

## Segment sol
Les données collectées par les satellites du programme EOS sont entreposés dans le EOSDIS (en) (Earth Observing System Data and Information System), un système informatique géré par la NASA chargé d'entreposer, archiver, organiser et distribuer les données aux chercheurs du monde entier.

## Liste des missions du programme EOS
| Satellite                           | Lancement         | Lancement         | Agence spatiale | Commentaire | Ref |
| Satellite                           | Date lancement    | Date fin          | Agence spatiale | Commentaire | Ref |
| ----------------------------------- | ----------------- | ----------------- | --------------- | --- | --- |
| Upper Atmosphere Research Satellite | 12 septembre 1991 | 15 décembre 2005  | NASA            | Étude de l'atmosphère et de ses interactions avec le Soleil. Les mesures effectuées montrent que le chlore présent dans l'atmosphère, dû au chlorofluorocarbure (CFC) produit par les activités humaines, est à l'origine du trou dans la couche d'ozone.     |     |
| ATLAS-1                             | 24 mars 1992      | 2 avril 1992      | NASA            | Étude de l'atmosphère et de ses interactions avec le Soleil. Fait partie de la mission STS-45 de la navette spatiale Atlantis. |     |
| TOPEX/Poseidon                      | 10 août 1992      | 9 octobre 2005    | NASA CNES       | Étude du relief de la surface des océans par altimétrie satellitaire. Révolutionne la manière d'étudier les océans en permettant de mettre en évidence pour la première fois les cycles saisonniers et autres phénomènes transitoires qui affectent les mers. |     |
| SIR C (en)                          | 19 avril 1994     | 11 octobre 2014   | NASA DLR ASI    | Étude géologique, hydrologique, écologique et océanographique. Permet de découvrir le passé du Nil, embarqués dans les missions des navettes STS-59 et STS-68.                                                                                                |     |
| RADARSAT                            | 4 novembre 1995   | 29 mars 2013      | NASA ASC        | Étude de la couverture glaciaire, équipé d'un radar à synthèse d'ouverture. Conçu également pour fournir des données commerciales appliquées à la pêche, la logistique, l'exploitation pétrolière.                                                            |     |
| TOMS-EP (en)                        | 2 juillet 1996    | 2 décembre 2006   | NASA            | Étude de la distribution de l'ozone dans l'atmosphère. |     |
| ADEOS-I                             | 17 août 1996      | 30 juin 1997      | JAXA            | Première plate-forme internationale destinée à l'étude de l'environnement. Étude du réchauffement climatique, de la couche d'ozone et de la déforestation. |     |
| SeaWiFS                             | 1er août 1997     | 11 décembre 2010  | NASA            | Mesure de la chlorophylle produite par le phytoplancton marin, instrument embarqué à bord du satellite commercial OrbView-2. |     |
| TRMM                                | 27 novembre 1997  | 8 avril 2015      | NASA JAXA       | Étude et surveillance des précipitations tropicales. |     |
| Landsat 7                           | 15 avril 1999     | Opérationnel      | NASA            | Sa mission est de renouveler les images satellite de la Terre, embarque un radiomètre amélioré ETM+. Une grande partie des images présentes dans Google Maps sont des images de Landsat 7 retravaillées.                                                      |     |
| CHAMP                               | 15 juillet 2000   | 19 septembre 2010 | NASA DLR        | Étude du champ magnétique terrestre, du champ de gravité de la Terre et des caractéristiques de l'atmosphère par occultation radio des signaux GPS. |     |
| QuikSCAT                            | 19 juin 1999      | 19 novembre 2009  | NASA            | Satellite d'observation terrestre qui fournit des informations sur la vitesse et la direction des vents sur les océans à l'agence NOAA. |     |
| Terra                               | 18 décembre 1999  | Opérationnel      | NASA            | État global de l'atmosphère, des terres et des océans, interactions avec le Soleil. |     |
| ACRIMSAT                            | 20 décembre 1999  | 30 juillet 2014   | NASA            | Mesure de l'irradiance du Soleil. |     |
| SRTM                                | 11 février 2000   | 22 février 2000   | NASA            | Altimètre, embarqué dans les missions des navettes STS-59 et STS-68. |     |
| Earth Observing-1                   | 21 novembre 2000  | 31 mars 2017      | NASA            | Programme New Millennium (NMP). |     |
| Jason-1                             | 7 décembre 2001   | 3 juillet 2013    | NASA CNES       | Circulation océanique. |     |
| SAGE III-Meteor 3M-1                | 10 décembre 2001  | 6 mars 2006       | FKA NASA        | Mesure de l'ozone, des aérosols, de la vapeur d'eau... |     |
| GRACE                               | 17 mars 2002      | Octobre 2017      | NASA DLR        | Mesures détaillées de la gravité terrestre. |     |
| Aqua                                | 4 mai 2002        | Opérationnel      | NASA JAXA AEB   | Étude du cycle de l'eau. |     |
| ADEOS-II                            | 14 décembre 2002  | Octobre 2003      | JAXA NASA CNES  | Mesure de la biomasse et de la productivité du cycle de carbone, tendances climatiques à long terme, étude du cycle de l'eau et de l'énergie. |     |
| ICESat                              | 12 janvier 2003   | Février 2010      | NASA            | Mesure de la masse des glaces, masse nuageuse et des aérosols. |     |
| SORCE                               | 25 janvier 2003   | 2015              | NASA            | Mesure de l'irradiation du Soleil. |     |
| Aura                                | 16 juillet 2004   | Opérationnel      | NASA UKSA SRON  | Étude de la couche d'ozone, de la qualité de l'air et du climat. |     |
| CloudSat                            | 28 avril 2006     | Opérationnel      | NASA            | Altitude et caractéristiques des nuages. |     |
| CALIPSO                             | 28 avril 2006     | Opérationnel      | NASA CNES       | Étude des nuages et des aérosols. |     |
| Jason-2                             | 20 janvier 2008   | 1er octobre 2019  | NASA CNES       | Altimétrie océans, courants marins. |     |
| Glory                               | 4 mars 2011       | Échec lancement   | NASA            | Étude des aérosols et irradiance du Soleil. |     |
| Landsat 8                           | 11 février 2013   | Opérationnel      | NASA            | Mission d'imagerie satellite destinée à assurer la continuité du programme Landsat. |     |
| SAGE III-ISS (en)                   | Mars 2016         | -                 | NASA            | Étude de l'ozone, instrument installé sur la Station spatiale internationale. |     |
| Landsat 8                           | 11 février 2018   | Opérationnel      | NASA            | Identification et surveillance de l'utilisation des sols et des changements de ces caractéristiques pour les études climatiques globales. |     |

## Dans la fiction
- Deception Point de Dan Brown où le projet EOS occupe une place assez importante dans l'histoire.